# Antaplaga sexseriata
Antaplaga sexseriata là một loài bướm đêm trong họ Noctuidae.